# Hermannobates hammerae
Hermannobates hammerae är en kvalsterart som beskrevs av František Starý 1998. Hermannobates hammerae ingår i släktet Hermannobates och familjen Hermanniellidae. Inga underarter finns listade i Catalogue of Life.